# Павлов, Сергей Степанович
Сергей Степанович Павлов (10 июля 1913, пос. Рыбная Слобода, Казанская губерния — 18 декабря 1980, Калининград, Московская область) — советский слесарь, Герой Социалистического Труда.

## Биография
Родился 10 июля 1913 года в посёлке Рыбная Слобода (ныне — Татарстан). Рано остался сиротой, рос в детдоме. после окончания школы ФЗУ работал слесарем-лекальщиком на заводе № 8 имени М. И. Калинина. В годы Великой Отечественной войны был отправлен в эвакуацию. С 1942 года работал слесарем-лекальщиком Завода экспериментального машиностроения № 88, впоследствии вошедшего в состав ЦКБ экспериментального машиностроения.
Закрытым Указом Президиума Верховного Совета СССР от 17 июня 1961 года за «выдающиеся заслуги в создании образцов ракетной техники и обеспечении успешного полета человека в космическое пространство» Сергею Степановичу Павлову было присвоено звание Героя Социалистического Труда с вручением ордена Ленина и золотой медали «Серп и Молот».
Умер 18 декабря 1980 года, похоронен на Невзоровском кладбище в Пушкинском районе.
Почётный гражданин Королёва. Также награждён орденом Трудового Красного Знамени и медалями.
В честь Павлова названа улица в Королёве.